# Liangzihu
Der Stadtbezirk Liangzihu (梁子湖区,  Liángzihú Qū) ist ein Stadtbezirk der bezirksfreien Stadt Ezhou im Osten der chinesischen Provinz Hubei. Sein Verwaltungsgebiet erstreckt sich über eine Fläche von 500,3 km² und er zählt 145.700 Einwohner (Stand: Ende 2019). Sein Regierungssitz liegt in der Großgemeinde Taihe 太和镇.

## Administrative Gliederung
Auf Gemeindeebene setzt sich der Stadtbezirk aus fünf Großgemeinden zusammen. Diese sind: 
- Großgemeinde Taihe 太和镇
- Großgemeinde Donggou 东沟镇
- Großgemeinde Zhaoshan 沼山镇
- Großgemeinde Tujianao 涂家垴镇
- Großgemeinde Liangzi 梁子镇